# Abu-Bakr Muhàmmad ibn Alí ibn Àhmad al-Madharaí
Abu-Bakr Muhàmmad ibn Alí ibn Àhmad al-Madharaí fou un visir i alt dignatari a la província abbàssida d'Egipte, membre de la família al-Madharaí, nebot d'Abu-Zúnbur al-Madharaí.
Fou visir del tulúnida Harun ibn Khumàrawayh del 896 al 904. Caiguts els tulúnides va ser portat a Bagdad on va restar uns anys. El 913 fou nomenat director de Finances d'Egipte pel visir Alí ibn Issa fins al 916. Caigut el visir es va retirar i no torna a aparèixer fins al 930 quan va exercir aquest mateix càrrec, que va conservar fins a la mort del governador provincial Abu Mansur Tekin el 933. Van seguir lluites entre Muhammad ibn Takin i els Madharai i aquests en van sortir triomfadors. El 935 l'exvisir abbàssida Abu-l-Fat·h al-Fadl ibn al-Furat que exercia com a inspector de Síria i Egipte, va fer concedir el govern d'Egipte a Abu-Bakr Muhàmmad ibn Tughj al-Ikhxid, que no es va entendre amb Abu Bakr, que estava exercint el govern de fet, el qual li va voler impedir prendre possessió, però les seves forces es van passar a al-Ikhxid, que va poder entrar sense més oposició a Fustat l'agost del 936. Abu Bakr es va amagar però Abu l-Fath va anar a Egipte i el va fer buscar i detenir. Ikhshid el va fer tancar a presó però el va alliberar a la mort del visir el 939 i va recuperar la seva influència anterior; va servir al jove Abu-l-Qàssim Unujur ibn al-Ikhxid del que va ser el virtual regent fins al 946 quan es va produir un cop d'estat instigat per Abu-l-Fadl Jàfar ibn al-Furat, sent altre cop empresonat. El 947 fou alliberat per Abu-l-Misk Kàfur i va tornar a la vida privada.
Va morir el 16 de gener de 957.